# Mircea Toma
Mircea Toma (n. 23 decembrie 1952, Cluj) este un jurnalist român, activist pentru drepturile omului. Este unul din fondatorii ziarului Academia Cațavencu.

## Educație
Toma a absolvit în 1975 Facultatea de Psihologie din cadrul Universității Babeș-Bolyai din Cluj și în 1983 și-a obținut doctoratul în psihologie, ca expert mass-media la aceeași universitate.

## Carieră
Înainte de 1989 Toma a lucrat ca profesor la Grădinița de Hipoacuzici din București (1976–1978), psiholog la Aeroclubul Central Român, București (1978–1980),  Centrul de Medicină Aeronautică din București (1978–1990).
În 1990 a Mircea Toma a făcut parte din grupul de jurnaliști care au înființat împreună Doru Bușcu, Liviu Mihaiu și Sorin Vulpe ziarul Academia Cațavencu. Toma a contribuit la acest proiect până în 2010.
Toma a lucrat ca cercetător la Institutul de Psihologie al Academiei Române (1990–1997), a fost profesor asociat la Școala Superioară de Jurnalism (1997–2003) și după 2003 până în 2005 a fost profesor asociat la SNSPA. Continuă să predea din 2012 până în 2016 la Universitatea Babeș-Bolyai, Facultatea de Științe Politice, Administrative și ale Comunicării în Cluj Napoca și apoi din 2019 până în 2021 a predat un curs de educație media la Universitatea București, Facultatea de psihologie și științele educației ca profesor asociat.
Din 1993 până în 2021 a fost director al Agenției de Monitorizare a Presei „Academia Cațavencu”, denumită apoi ActiveWatch, organizație care apără drepturile omului și militează pentru comunicarea liberă. 
În 2007 Mircea Toma lansa compania de publicitate OOPS Media și era președinte al Asociației Pentru Conservarea Ariilor Protejate Biocultural „Salvați Vama Veche”.
Din mai 2021 este membru în Consiliul Național al Audiovizualului.

## Premii
- 2003 Premiul CNA pentru emisiunea „Of, presa mea” de la Realitatea TV[9]

## Membru
- SEEMO Viena
- Reporteri fără frontiere